# یواس‌اس بلو (دی‌دی-۷۴۴)
یواس‌اس بلو (دی‌دی-۷۴۴) (به انگلیسی: USS Blue (DD-744)) یک کشتی بود که طول آن ۱۱۴٫۸ متر (۳۷۷ فوت) بود. این کشتی در سال ۱۹۴۳ ساخته شد.